# Željko Komšić
Željko Komšić (n. 20 ianuarie 1964, Sarajevo, Republica Socialistă Bosnia și Herțegovina, RSF Iugoslavia) este un politician și diplomat bosniac care este al șaselea și actual membru croat al președinției Bosniei și Herțegovinei. El este, de asemenea, actualul său președinte, din 2021. Anterior, a fost membru al Camerei Naționale a Reprezentanților din 2014 până în 2018.
Komšić a fost deja membru al președinției din 2006 până în 2014 și a fost ales în aceeași funcție pentru un al treilea mandat la alegerile generale din 2018, devenind astfel al doilea membru al președinției, după bosniacul Alija Izetbegović, și primul, și până acum, singurul membru croat care a avut mai mult de două mandate. A depus jurământul la 20 noiembrie 2018, alături de colegii nou aleși ai președinției, Šefik Džaferović (bosniacă) și Milorad Dodik (sârb).
Komšić a fost o figură proeminentă a Partidului Social Democrat, până când l-a părăsit în 2012 pentru a înființa Frontul Democrat un an mai târziu.
Deși ales în funcția de membru croat al președinției tri-partite, mulți croați bosniaci îl consideră pe Komšić ca fiind un reprezentant ilegitim al intereselor lor, deoarece el a fost ales în majoritate de către alegătorii bosniaci din Federație, o entitate politică croato-bosniacă care formează majoritatea teritoriului țării și ai cărui rezidenți sunt eligibili să voteze atât pentru membrii președinției bosniaci, cât și pentru cei croați (în timp ce membrul sârb este ales de rezidenții entității Republika Srpska).